# Kathetostoma giganteum
El miracielo gigante, rape de Nueva Zelanda o sapo neozelandés (Kathetostoma giganteum) es una especie de pez perciforme de la familia Uranoscopidae. Se encuentra en el Pacífico sudoeste, siendo endémico de las costas de Nueva Zelanda. No se reconocen subespecies.